# Janira alta
Janira alta là một loài chân đều trong họ Janiridae. Loài này được Stimpson miêu tả khoa học năm 1853.